# Gory Rassechënnye
Gory Rassechënnye är ett berg i Antarktis. Det ligger i Östantarktis. Australien gör anspråk på området. Toppen på Gory Rassechënnye är 1 568 meter över havet.
Terrängen runt Gory Rassechënnye är lite kuperad. Trakten är obefolkad. Det finns inga samhällen i närheten.